# Districte de Písek
El districte de Písek - (txec) Okres Písek - és un districte de la regió de Bohèmia Meridional, a la República Txeca. La capital és Písek.

## Llista de municipis
Albrechtice nad Vltavou –
Bernartice –
Borovany –
Boudy –
Božetice –
Branice –
Cerhonice –
Chyšky –
Čimelice –
Čížová –
Dobev –
Dolní Novosedly –
Dražíč –
Drhovle –
Heřmaň –
Horosedly –
Hrazany –
Hrejkovice –
Jetětice –
Jickovice –
Kestřany –
Kluky –
Kostelec nad Vltavou –
Kovářov –
Kožlí –
Králova Lhota –
Křenovice –
Křižanov –
Kučeř –
Květov –
Lety –
Milevsko –
Minice –
Mirotice –
Mirovice –
Mišovice –
Myslín –
Nerestce –
Nevězice –
Okrouhlá –
Olešná –
Orlík nad Vltavou –
Osek –
Oslov –
Ostrovec –
Paseky –
Písek –
Podolí I –
Přeborov –
Předotice –
Přeštěnice –
Probulov –
Protivín –
Putim –
Rakovice –
Ražice –
Sepekov –
Skály –
Slabčice –
Smetanova Lhota –
Stehlovice –
Tálín –
Temešvár –
Varvažov –
Veselíčko –
Vlastec –
Vlksice –
Vojníkov –
Vráž –
Vrcovice –
Záhoří –
Zbelítov –
Zběšičky –
Žďár –
Zhoř –
Zvíkovské Podhradí